# آئودی اسپرت گ‌ام‌ب‌ها
آئودی اسپرت گ‌ام‌ب‌ها (به آلمانی: Audi Sport GmbH) با نام پیشین کواترو گ‌ام‌ب‌ها (به آلمانی: Quattro GmbH) شرکت خصوصی خودروسازی آلمانی است، که متعلق به شرکت خودروسازی آئودی بوده، که خود از شرکت‌های تابعه گروه فولکس‌واگن به‌شمار می‌آید.

لوگوی پیشین شرکت

شرکت کواترو در سال ۱۹۸۳ تأسیس شد. این شرکت هم‌اکنون در زمینه طراحی، توسعه و ساخت فطعات خودرو برای شرکت آئودی، فعالیت می‌کند. کارخانه مرکزی کواترو در شهر نکازاولم مستقر می‌باشد. مشهورترین مدل تولید شده توسط این شرکت با نام آئودی کواترو شناخته می‌شود.